# Rio Aligide
O Rio Aligide é um rio africano eritreu que possui apenas uma curta distância fora da capital da Eritreia, Asmara. Ela estabelece seus fluxos da Escarpa Oriental da Eritreia até a pequena cidade de Foro, perto da costa do Mar Vermelho. Nesse ponto, ela mescla com outros dois rios, o Rio Comaile e o Rio Haddas. Daí, ela continua até desaguar por inteiro no Mar Vermelho.